# Agnieszka
Agnieszkaⓘ – imię żeńskie, jedno z najpopularniejszych w Polsce, gdzie pojawiło się wraz z chrześcijaństwem. Pochodzi od gr. Αγνή – „czysta”, „dziewicza”, „nieskalana”. Może również pochodzić od łac. agnus – „baranek” (to jednocześnie rodzaj męski greckiej „h-agne”). Do Czech imię to dotarło w formie łac. Agnes, następnie zostało zaadaptowane do języka polskiego w obecnej formie. Imię to symbolizuje ideę początku, zaczynania.
Imię popularne w Polsce. W styczniu 2025 w rejestrze PESEL wykazano 546 248 kobiet o imieniu Agnieszka nadanym jako imię pierwsze, co daje 5. miejsce wśród imion żeńskich.
Agnieszka imieniny obchodzi:
- 21 stycznia[2][3], w dzień wspomnienia św. Agnieszki Rzymianki (†304),
- 28 stycznia[3]
- 2 marca[2], w dzień wspomnienia św. Agnieszki z Pragi (zm. 1282),
- 20 kwietnia[3], w dzień wspomnienia św. Agnieszki z Montepulciano,
- 13 maja, w dzień wspomnienia św. Agnieszki z Poitiers,
- 17 czerwca[3]
- 20 września, w dzień wspomnienia św. Agnieszki Kim Hyo-ju (†1839),
- 16 listopada, w dzień wspomnienia św. Agnieszki z Asyżu,
- 24 listopada, w dzień wspomnienia św. Agnieszki Lê Thị Thành (†1841).

## Odpowiedniki w innych językach
- język angielski: Agnes, Ines, Inez, Nessy, Aggie
- arab. ‏اغنياشكة‎
- język białoruski: Ahnesa, Ahneša
- język bułgarski: Агнес (Agnes)
- chiń. 阿格聂什卡; pinyin Āgénièshénkǎ
- język czeski: Anežka
- język duński: Agnes, Agnete
- esperanto: Agnesa[4]
- język fiński: Aune
- język francuski: Agnès
- gr. Αγνή
- język hiszpański: Inés
- język niderlandzki: Agnes, Agnees, Agneta
- język kaszubski: Agnés, Agnésa, Agnészka, Jagnészka
- język litewski: Agnietė, Agnieška, Agnyta, Agnė
- język łaciński: Agnes
- język macedoński: Agnesa, Agna
- język niemiecki: Agnes
- język norweski: Agna, Agnes, Agnete, Agnis
- język portugalski: Inês
- język rosyjski: Агнесса (Agniessa), Агния (Agnija)
- język rumuński: Agni, Aneza, Agnes
- język serbsko-chorwacki: Agneza, Agnesa, Agnes, Agnija
- język słowacki: Agnesa, Agneša
- język słoweński: Neža, Nežka, Ines
- język szwedzki: Agnes, Agneta, Agnethä (bądź Agnetha)
- dialekt śląski: Agnys, Agnysa
- język ukraiński: Агнеса (Ahnesa), Агнія (Ahnija), Агнета (Ahneta)
- język węgierski: Ágnes, Agnéta
- język włoski: Agnese

## Święte osoby o tym imieniu
- Agnieszka Rzymianka, męczennica (†304)
- Agnieszka z Poitiers – zakonnica
- Agnieszka z Asyżu – klaryska z Asyżu, siostra św. Klary
- Agnieszka Przemyślidka (zwana Czeską lub z Pragi) – czeska królewna, klaryska czeska
- Agnieszka z Montepulciano – włoska dominikanka
- Agnieszka Lê Thị Thành – wietnamska męczennica (†1841)
- Agnieszka Kim Hyo-ju – koreańska męczennica (†1839)
- Agnieszka Cao Guiying – chińska męczennica (†1856)
- Agnes Gonxha Bojaxhiu – święta Matka Teresa z Kalkuty
- św. Agnieszka z Monzandy – święta dziewica i wyznawczyni (XV w.)
- św. Agnieszka z Admont – święta dziewica i mniszka benedyktyńska (XII w.)

## Władczynie, księżne i księżniczki noszące to imię
- Agnieszka von Waiblingen (ur. koniec 1072, zm. 1143) – księżna Szwabii i margrabina Austrii
- Agnieszka (ur. ok. 1111, zm. 1160–1163) – żona Władysława II Wygnańca
- Agnieszka Bolesławówna (ur. 1137, zm. po 1182) – żona Mścisława Iziasławicza
- Agnieszka Przemyślidka:
  - Agnieszka Przemyślidka (zm. 1228)
  - Agnieszka Przemyślidka (1211–1282)
  - Agnieszka Przemyślidka (zm. ok. 1268)
  - Agnieszka Przemyślidka (1269–1296)
  - Agnieszka Przemyślidka (1289–1296)
  - Agnieszka czeska (1305–przed 1337)
- Agnieszka wrocławska (ur. zap. 1230/1236, zm. po 1277) – córka Henryka Pobożnego, ksieni cysterek w Trzebnicy
- Agnieszka (zm. 1361) – księżna dolnobawarska
- Agnieszka (zm. 1362) – księżna raciborska
- Agnieszka (zm. 1362) – córka Władysława, księcia kozielsko-bytomskiego, ksieni klasztoru cystersek w Trzebnicy

## Osoby o imieniu Agnieszka
- Agnieszka Arnold – reżyserka filmów dokumentalnych
- Agnes Baltsa – grecka śpiewaczka
- Agnieszka Bezrączko – judoczka
- Agnieszka Brustman – szachistka
- Agnes Carlsson – piosenkarka
- Agnieszka Cegielska – prezenterka pogody
- Agnieszka Chlipała – judoczka
- Agnieszka Chylińska – piosenkarka
- Agnieszka Cyl – polska biathlonistka
- Agnieszka Czepukojć – judoczka
- Agnieszka Czopek-Sadowska – pływaczka
- Agnieszka Duczmal – dyrygentka
- Agnieszka Dygant – aktorka
- Agnieszka Dziemianowicz-Bąk – filozofka, działaczka społeczna i polityk Partii Razem
- Agnetha Fältskog – szwedzka piosenkarka
- Agnieszka Fatyga – aktorka i piosenkarka
- Agnieszka Fitkau-Perepeczko – aktorka
- Agnieszka Graff – pisarka, tłumaczka, publicystka, feministka
- Agnieszka Grochowska – aktorka
- Agnieszka Grzybek – polonistka, feministka, polityk Partii Zielonych
- Agnieszka Herman – poetka
- Agnieszka Holland – reżyserka
- Agnieszka Hyży z domu Popielewicz – dziennikarka i prezenterka telewizyjna
- Agnieszka Kaczorowska – tancerka i aktorka
- Agnieszka Kaps – judoczka
- Agnieszka Korniejenko – historyk i teoretyk literatury
- Agnieszka Kosińska – polonistka, pisarka, edytorka i bibliografka
- Agnieszka Kotlarska – aktorka
- Agnieszka Kotlarska – modelka, Miss Polski, Miss International z roku 1991
- Agnieszka Kotulanka – aktorka
- Agnieszka Krawczuk – lekkoatletka
- Agnieszka Krukówna – aktorka
- Agnieszka Kunikowska – aktorka, lektorka, prezenterka radiowa
- Agnieszka Lichnerowicz – dziennikarka, reporterka
- Agnieszka Maciąg – modelka, aktorka, piosenkarka, pisarka
- Agnieszka Maciąg – lekkoatletka
- Agnieszka Mandat – aktorka
- Agnieszka Michalska – polska aktorka filmowa
- Agnieszka Mikołajczyk (Aga Mikolaj) – śpiewaczka operowa
- Agnieszka Mrozińska – aktorka
- Agnieszka Osiecka – poetka, autorka tekstów piosenek
- Agnieszka Pachałko – Miss Polski, Miss International z roku 1993
- Agnes Pihlava (Agnieszka Ćwiklińska) – piosenkarka
- Agnieszka Pilaszewska – aktorka
- Agnieszka Podkówka – judoczka
- Agnieszka Pokojska – tłumaczka
- Agnieszka Przekupień  – aktorka i wokalistka
- Agnieszka Radwańska – tenisistka
- Agnieszka Rembiałkowska – tłumaczka
- Agnieszka Renc – polska wioślarka
- Agnieszka Robótka-Michalska – aktorka
- Agnieszka Rojewska – mistrzyni świata baristow
- Agnieszka Rylik – pięściarka
- Inés Sastre – hiszpańska modelka, aktorka
- Agnieszka Sienkiewicz – aktorka
- Agnieszka Sitek – aktorka
- Agnieszka Smoczyńska – reżyserka filmowa
- Agnieszka Szaj – judoczka
- Agnieszka Szydłowska – dziennikarka muzyczna
- Agnieszka Szymura – judoczka
- Agnès Varda – francuska reżyserka
- Agnieszka Wagner – aktorka
- Agnieszka Warchulska – aktorka
- Agnieszka Wieszczek-Kordus – zapaśniczka
- Agnieszka Więdłocha – aktorka
- Agnieszka Włodarczyk – aktorka, piosenkarka
- Agnieszka Wosińska – aktorka
- Agnieszka Woźniak-Starak – dziennikarka, prezenterka telewizyjna
- Agnieszka Zabrocka – judoczka
- Agnieszka Zielińska – Miss Polonia 1996

## Postacie fikcyjne o imieniu Agnieszka
- Agnieszka – bohaterka powieści Disneyland
- Panna Agnieszka – bohaterka dramatu Złota czaszka
- Agnieszka (Mary) Poppins – bohaterka serii książek autorstwa Pameli L. Travers
- Agnieszka (Esmeralda) – prawdziwe imię bohaterki książki Victora Hugo Katedra Marii Panny w Paryżu
- Agnes Browne – tytułowa bohaterka filmu z 1999 r.[5] (reż. Anjelica Huston)
- Jagienka ze Zgorzelic – bohaterka powieści "Krzyżacy" Henryka Sienkiewicza, córka Zycha ze Zgorzelic, żona Zbyszka z Bogdańca
- Jagna Borynowa – z domu Paczesiówna, postać, pojawiająca się w powieści Chłopi W. Reymonta
- Neta (Agnieszka) – pojawia się w utworach Jana Kochanowskiego: w Pieśni IX z Ksiąg pierwszych i we fraszce O Necie (Fraszki. Księgi trzecie)
- Agnieszka Wickfield – bohaterka powieści David Copperfield
- Agnieszka Niechcicówna – bohaterka powieści Noce i dnie